# Campeonato Africano de Futsal de 2011
El Campeonato Africano de Futsal de 2011 originalmente se iba a jugar en Burkina Faso del 3 al 17 de abril.

## Historia
El torneo finalmente fue cancelado antes de iniciar con la ronda clasificatoria debido a que primero se pospuso el sorteo del evento el cual se iba a realizar el 9 de octubre de 2010.
Posteriormente la Confederación Africana de Fútbol decidió cancelar el torneo, y Burkina Faso decidió abandonar el torneo, y la Confederación Africana de Fútbol decidió no reprogramar el torneo, el cual era el clasificatorio para la Copa Mundial de fútbol sala de la FIFA de 2012.
Por consiguiente, la Confederación Africana de Fútbol decidió que se realizaría la Clasificación Africana para la Copa Mundial de fútbol sala de la FIFA 2012 para definir a los clasificados al mundial.

## Participantes
Originalmente estaban clasificados al torneo Burkina Faso por ser el anfitrión del torneo y Libia por ser el campeón defensor, pero al final no se realizó el torneo.